# Alexis Ruano
Pour les articles homonymes, voir Ruano.
Alexis Ruano Delgado le 4 août 1985 en Espagne dans la ville de Malaga, est un footballeur espagnol. Il joue actuellement au club saoudien d'Al-Ahli SC au poste de défenseur central. Son point fort se situe dans le jeu aérien, il peut aussi jouer latéral droit, poste auquel il évoluait au Málaga CF, son premier club.

## Biographie
Le 21 juin 2018, Alexis s'engage avec Al-Ahli, alors qu'il était en fin de contrat avec le Deportivo Alavés.

## Palmarès
- Vainqueur de la Coupe d'Espagne de football en 2008 avec le Valence CF.
- Vainqueur du Championnat d'Europe des moins de 19 ans en 2004.
- Finaliste de la Coupe du monde des moins de 20 ans en 2003
- Vainqueur du Championnat de Turquie en 2016
  - Deportivo Alavès
    - Copa del Rey
      - Finaliste en 2017

## Distinctions personnelles
- Prix Don Balón de Joueur révélation en 2007.